# Alliance of Women Film Journalists
L'Alliance of Women Film Journalists (AWFJ) è un'organizzazione no-profit fondata nel 2006 a New York con lo scopo di riconoscere i meriti delle opere fatte da o riguardanti le donne. Composta da 84 critici cinematografici, giornaliste e scrittrici, viene definita dal British Film Institute  come un'organizzazione che raccoglie articoli dai suoi membri (principalmente statunitensi) e assegna premi annuali.

## EDA Awards
Dal 2007 l'AWFJ assegna ogni anno premi al migliore (e al peggiore) film, votato dai suoi membri. Questi premi sono chiamati EDA in onore della madre della fondatrice Jennifer Merin, l'attrice Eda Reiss Merin. L'EDA è anche l'acronimo di Excellent Dynamic Activism. Sono stati segnalati negli ultimi anni da una serie di fonti mediatiche tradizionali tra cui TIME, USA Today, Variety e The New York Times nelle loro liste di riconoscimenti cinematografici. Sempre nel 2007 l'AWFJ fece la propria Top 100 Films List in risposta a quella dell'American Film Institute 100 Years, 100 Films.